# Johann Peter Weygold
Johann Peter Weygold (* 8. August 1811 in Stotzheim; †  1876) war ein preußischer Abgeordneter und Bürgermeister der Bürgermeistereien Efferen und Hürth.

## Leben
Johann Peter Weygold war Gutsbesitzer des Stotzheimer Hospitalhofes, von dem aus er auch von 1845 bis 1851 die Bürgermeisterei Hürth und in Personalunion von 1847 bis 1864 die Bürgermeisterei Efferen im Landkreis Köln leitete. Wegen der Teilnahme am Kölner Städtetag vom 9. Mai 1849, einer Veranstaltung im Gefolge der Deutschen Revolution in den Jahren 1848/49, erhielt er eine Disziplinarstrafe. Seine Wiederwahl für Hürth wurde 1851 vom Regierungspräsidenten nicht bestätigt. 1864 wurde ihm auch das Bürgermeisteramt für Efferen wenige Wochen nach seiner Wiederwahl von der Kommunalaufsicht entzogen mit der Begründung, er habe sich seinen Dienstpflichten durch längere Abwesenheit (als Abgeordneter) entzogen. Nachfolger wurde sein Sohn Franz.
Von 1862 bis 1867 und von 1869 bis 1870 war er Mitglied des Preußischen Abgeordnetenhauses. 1867 wurde er außerdem Abgeordneter im Konstituierenden Reichstag des Norddeutschen Bundes für den Wahlkreis Köln 2 (Köln-Land). Er gehörte der linksliberalen Fraktion der Freien Vereinigung oder Fraktion Bockum-Dolffs an. Dies brachte ihn als Bürgermeister in politische Schwierigkeiten.
Er war außerdem Direktor des Kölner Landwirtschaftsvereins.